# タイムパーク
タイムパークは、2002年4月に山佐が開発・販売したパチスロ機。

## 特徴
- 山佐のヒット機種タイムクロスAの後継機種として登場した。
- 今作では3歳になったウィンちゃんをタイムパークという遊園地からタイム博士と博士が開発したロボットの「アボット」が探すストーリー。前作と同じく液晶演出でウィンちゃんを探し出せたらボーナス確定である。
- 大量獲得機などの機種が多い中、タイムパークのスペックは一般的なAタイプでBIGの平均獲得枚数は380枚。リプレイはずしは逆押しで左リールにウィンを目押しすることで可能。
- リーチ目も前作同様充実している。また、左リールに下段ウィンか中段BARが止まるとスベリでハイチャンスとなる。
- 今作はプチストック機能を採用している。ボーナスが成立すると約38%で6ゲームか21ゲームのリプレイタイムに突入する。ただしリプレイの確率が少し上がる程度で見た目もわからない。規定ゲーム消化するか、チェリー成立で解除となる。よってチェリー付きリーチ目がいきなり出ることもある。リプレイタイム中に再度ボーナスを引くとストックされ、ボーナス後1連として放出される。ボーナス成立後、揃えるのに手間取っている間にボーナスを引いた場合もストックされる。このことから、ボーナスを揃える際も3枚掛けで揃える方が有利である。なお、ストックの上限は8個である。
- 通常時は5つのステージを行き来する。ステージによって演出が異なる。以下紹介していく。
- ウォータースライダーステージは完全告知となっており、前作の原始時代ステージ同様第3リールを止めた時点で必ず告知される。ステップアップ予告やBIG確定の告知もある。
- このステージだけリール制御が変化し、中リール中段にベル以外が止まれば小役orボーナスである。ただしベルでも可能性はある。
- このステージ滞在中のみプチストックは行われない。
- ホラーハウスステージはチャンス予告がメインとなる。レバーオンで小屋が出現し第3リール停止で小屋の中からオバケなどが出てくる。小屋の影や出てくるオバケでボーナスの信頼度が変わってくる。
- 他にもボウリングやからくり人形の演出もある。基本的には小役と連動している。
- エアーサイクルステージは様々な演出で小役ナビをしてくれる。信頼度の低い順に「風船ナビ」「ピエロナビ」「フィッシュナビ」「飛行船ナビ」。ただし、信頼度の低い予告でも予告された小役によっては信頼度の高いものもある(例えばピエロナビでもチェリー予告ならボーナスの信頼度が高い)。
- 前作同様「白ナビ」の信頼度は高い。「フィッシュナビ」でのホワイトフィッシュ、「飛行船ナビ」での白飛行船出現である。
- このステージのみ次のステージの移動先を自分で選択することができることがある。
- メリーゴーランドステージはスペシャル小役ナビという名前の通り、超高確率で小役のナビをしてくれる。小役の種類と乗り物、第1停止時かレバーオン時かによって信頼度が異なる。乗り物の信頼度は低い順に「小役船（小盛）」「小役船（大盛）」「ペガサス」「ハイチャンス乗り物」の順である。ただしスイカに限り小盛船の信頼度は極めて高いという特徴がある。
- エアープレーンステージは小役ナビステージであるが、めったに移行しない。ここに移行するとプチストックされていてボーナス放出が間近である可能性が高いステージである。
- 小役成立時は必ずナビされる。ナビなしで小役が揃えばボーナス確定である。
- モザイクがかかればボーナス確定画面になるか他のステージに移行する。
- ボーナス後10ゲーム以内にBIGボーナスで連チャンさせるとドクターA7のドクターAが登場する。また、JACゲームの曲がドクターA7の曲に変わる。
- ウォータースライダーステージ以外では博士とアボットの移動スピードが速くなることがある。これが頻発するとプチストック状態になっている可能性が高い。
- ボーナス時、最後のJACゲームで三日月が最後に登場するが、代わりに満月が出ると1ゲーム連確定である。
- リプレイはずし時に特定の場所を目押しするとポイントがたまり、一定のポイントに達するとニューパルサーのカエルが出たり、10ゲーム連同様ドクターA7のドクターAが登場する。

## ボーナス確率・機械割
| 設定 | BIG      | REG      | 機械割 |
| ---- | -------- | -------- | ------ |
| 1    | 1/303.41 | 1/585.14 | 95.3%  |
| 2    | 1/282.48 | 1/564.97 | 98.4%  |
| 3    | 1/268.59 | 1/512    | 101.7% |
| 4    | 1/256    | 1/468.11 | 105.4% |
| 5    | 1/244.54 | 1/455.11 | 109.3% |
| 6    | 1/240.94 | 1/364.09 | 114.0% |

※機械割はメーカー発表のもの